# 中山慎也
中山 慎也（なかやま しんや、1982年2月22日 - ）は、群馬県太田市出身の元プロ野球選手（投手）。左投左打。

## 経歴

### プロ入り前
桐生南高校時代は公式戦未勝利で無名だったが、首都大学野球連盟所属の城西大学に進学後頭角を現す。大学最後の明治神宮大会の早大との試合では、後にプロ入りする、青木宣親、武内晋一、田中浩康、比嘉寿光、由田慎太郎らを延長10回まで翻弄し、鳥谷敬の本塁打で惜敗するも14奪三振。スカウトたちを唸らせた。首都大学リーグ戦通算4勝2敗。4年春ベストナイン受賞。
大学時代にも指名の話があったが、結局流れ、JR東海に入社。都市対抗野球では1年目に先発、翌年は補強選手ながら登板なし。その後、2005年の大学・社会人ドラフト5巡目でオリックス・バファローズに指名され、入団。

### オリックス時代
2006年
開幕一軍入りは逃したものの、4月に中継ぎとして一軍昇格。4試合登板するが結果が出ずに二軍に降格。二軍では先発投手としてウエスタン・リーグ2位の6勝、防御率1.70の好成績を残した。シーズン終盤の8月に再び一軍に昇格し、初先発の8月12日の福岡ソフトバンクホークス戦で6回を1失点の好投。勝利投手にはなれなかったものの以降先発を任される。その後、好投するもののなかなか勝利に恵まれなかったが、9月16日の埼玉西武ライオンズ戦でようやくプロ初勝利。7試合に先発して2勝を挙げた。
2007年
貴重な先発型左腕として、シーズンの先発ローテーションの1人として期待された。しかし開幕一軍から外れ、交流戦で一軍昇格するも、登板機会が無く二軍に降格し、結局は終盤までほぼ二軍生活となった。二軍では防御率2.76で、チームメイトの近藤一樹に次ぐウエスタン・リーグ2位の6勝を記録。9月に一軍に昇格し、2試合に先発して1勝を挙げた。
シーズン終了後はウィンターリーグに派遣され、9試合登板で防御率3.12、リーグ最多6勝（2敗）。本場メジャーのスカウトからも注目され、オファーを受けるほどの活躍であった。12月22日には、JR東海時代から交際していた女性と結婚した。
2008年

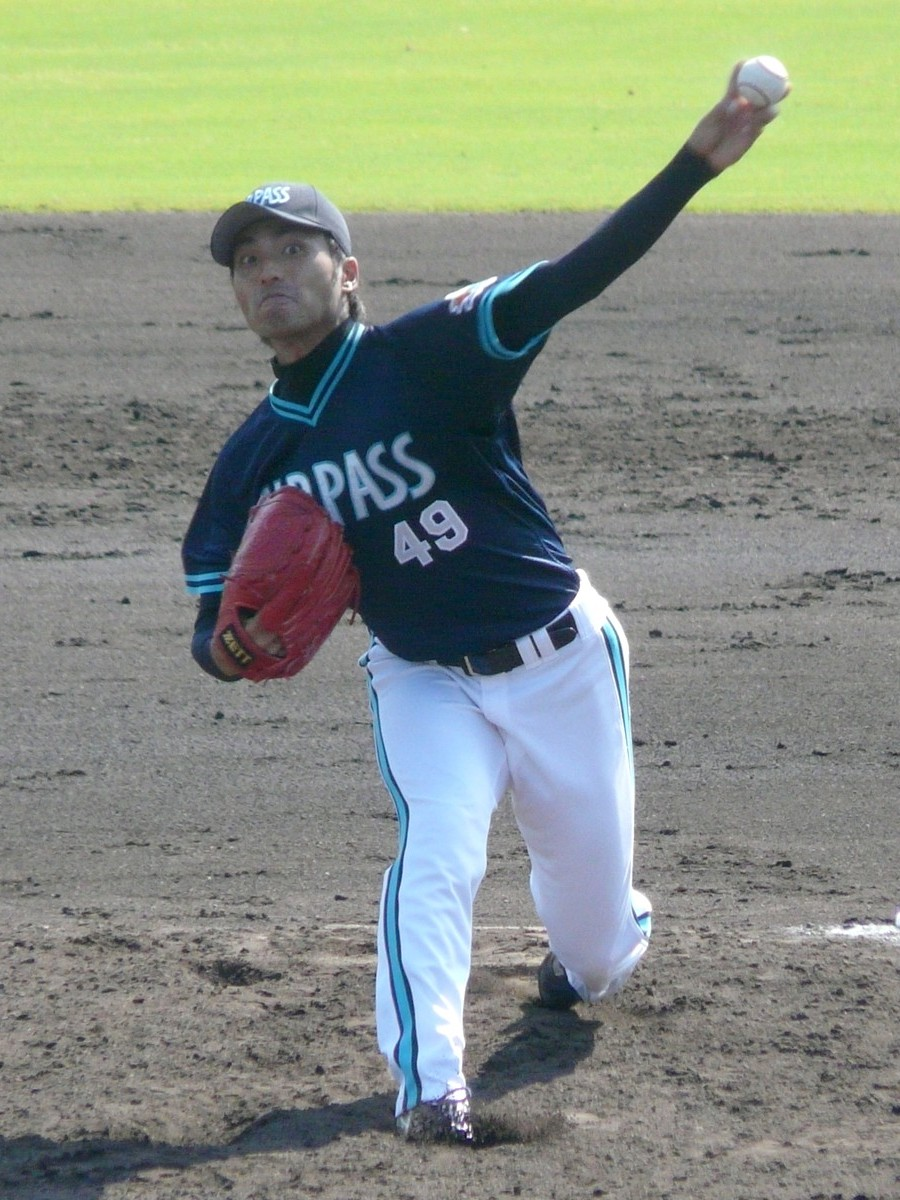
中山の投球フォーム
（オリックス二軍＝サーパス神戸時代）

平野佳寿やトム・デイビーなど先発陣にけが人が続出したチーム状況もあり、3月22日の西武との開幕第2戦に先発した。しかし、この試合で打ち込まれて敗戦投手になると、続く3月28日の千葉ロッテマリーンズ戦でも3回途中2被弾5失点KOされ、早くも二軍落ち。その後も谷間の先発として度々一軍での登板機会を得たが、課題の制球難から崩れることが多く、わずか2勝に終わった。チームが好調だったが、4度も二軍降格を経験する不本意なシーズンとなった。
2009年
先発陣のケガ・不調が深刻であったため、特に前半で登板機会が増えた。5月1日の東北楽天ゴールデンイーグルス戦では先発登板、最初の2回こそ1安打に抑えるも、3回に捕まり一挙8失点。しかし、その後も降板せず、5回を三者凡退に抑えた以外は毎回安打を許し、15安打12失点（7与四死球、2暴投）と打ち込まれながら最後まで投げ切った（投球数148で敗戦投手）。その後、2試合に先発するも結果を残せず5月16日に二軍落ちすると、一度も一軍に上がれず、結局シーズン未勝利に終わった。
2010年
シーズン序盤に一度先発、7月にリリーフで4試合登板するも、いずれも結果を残せずにいた。しかし、8月28日の北海道日本ハムファイターズ戦で先発を務め、初回の一死一・二塁のピンチを切り抜けると、7回まで無失点に抑える好投で、相手先発のダルビッシュ有に投げ勝ち、自身2年ぶりの勝利と、自身の本拠地初勝利（後述参照）を挙げた。また、この白星により、2007年から継続していたチームの対ダルビッシュの連敗を9で阻止した。次の登板となった9月3日のソフトバンク戦では、9回2失点でプロ初完投勝利を挙げた。さらに9月10日の楽天戦では、自身が前年に12失点完投の屈辱を味わったクリネックススタジアム宮城で8回途中1失点と好投し、因縁の地で雪辱を果たした。その後は白星が伸びなかったが、自己最多の3勝を挙げ、制球難から崩れずに試合を作る機会も増えたように、成長の跡を見せた。
2011年
前年度からの好調を維持し開幕から先発ローテーションの一角を任されるが、好投しながらも打線の援護に恵まれず、防御率3点台ながら4連敗を喫し二軍落ち。再昇格後初登板となった5月22日の読売ジャイアンツ戦では延長10回からリリーフ登板し、1イニングを無失点に抑えプロ入り初セーブを挙げた。交流戦では2勝を挙げ防御率0.73と安定した投球を見せた。また、勝利した2試合とも敵地での登板のため打席機会があったが、いずれの試合も自身で安打を放って得点に結びつけている。しかし、リーグ戦再開後は再び打線とのかみ合わせが悪く、7月終了時点で対パ・リーグ球団戦では未勝利だったが、8月12日の西武戦でようやく3勝目を挙げると以後は白星を重ね、9月7日の楽天戦では8回一死まで楽天打線を無安打に抑える快投を見せるなどして（試合は被安打2、1失点の完投勝利）、6連勝を挙げた。クライマックスシリーズ進出が差し掛かった場面では監督の岡田彰布から金子千尋・寺原隼人に並ぶ先発3本柱とまで評価された。その後は中4日で2試合登板するも勝利に見放され、序盤から負け星が試合が先行したこともあって最終的には24度の先発で8勝9敗、被本塁打11とリーグワーストの与四球69を記録したが、自己最多の8勝を挙げ、防御率2.94と奪三振119（いずれもチーム2位）と大きく飛躍したシーズンとなった。特に左打者に強く、被打率はわずか.167だった。
2012年
開幕第2戦で先発を任される。4月18日の対ソフトバンク戦でシーズン初勝利を挙げるも、試合を作っても5・6回に捕まるケースが目立ち、5月30日の対中日ドラゴンズ戦では5回の投球中に足が痙攣を起こして6回に同点にされて降板したことで、監督の岡田の怒りを買い、翌日登録抹消となった。6月10日に復帰後はリリーフで3試合登板し、6月25日の対西武戦で先発するも2回途中3失点で降板して以後は、完全にリリーフとして登板するようになった。7月29日の対日本ハム戦でマイカ・ホフパワーに、翌30日の対西武戦で秋山翔吾に2日連続3点本塁打を打たれ、8月10日の対ロッテ戦でジョシュ・ホワイトセルに満塁走者一掃の逆転打を打たれるなど、一時期は左打者に痛打を食らう場面もあったが、翌11日の対ロッテ戦からは一転して17試合連続自責点0と安定した投球を続ける。最終的に、本来期待されていた先発では10試合で1勝3敗、防御率4.33と終わったのに対し、リリーフでは43試合で4敗を喫するも14ホールド、防御率1.48と安定した結果を見せた。
2013年
この年は中継ぎとして開幕を迎えた。しかし4月11日のソフトバンク戦で松田宣浩にサヨナラ本塁打を打たれ敗戦投手となると、その後2試合連続で失点、23日の楽天戦では早くも3敗目を喫して二軍降格となった。比嘉幹貴の活躍やアレッサンドロ・マエストリの中継ぎ転向などもあって、8月に再昇格した後もわずか5試合の登板に留まり、対左打者の被打率が.321となるなどほとんどの項目で前年を大きく下回る成績に終わった。
2014年
開幕メンバー入りこそ逃したが、4月中旬に一軍昇格すると主にロングリリーフとして起用された。5月29日の中日戦では、打球が手に直撃し緊急降板した東明大貴の後を受け、急遽マウンドに上がり1回を無失点に抑えて2年ぶりの勝利を挙げた。この年は35試合で防御率2.34とシーズンを通して安定した投球を見せ、対左の被打率も.171と改善した。
9月12日には、自身と同じ群馬県出身のチームメイト（駿太・安達了一・小島脩平）と共に、同県から「ぐんま観光特使」を委嘱されている（任期は2016年1月31日まで）。
2015年
2年ぶりに開幕を一軍で迎えたが、3月30日に出場選手登録を抹消。5月4日の対楽天戦に先発投手として一軍復帰を果たしたが、5回途中4失点という内容で、自身3年ぶりの一軍先発勝利を逸した。結局、一軍での先発登板はこの1試合のみで、一軍公式戦全体でも8試合の登板で未勝利。10月26日には、球団から戦力外通告を受けた。なお、通告後には12球団合同トライアウト（11月10日・草薙球場）への参加を表明していたが、実際には参加に至らなかった。

### オリックス退団後
2015年12月1日付で、古巣のJR東海に正社員として再入社。同社の硬式野球部にも復帰した。
2016年の学生野球資格回復研修を受講した上で、翌2017年2月7日に日本学生野球協会より学生野球資格回復の適性認定を受けたことにより、学生野球選手への指導が可能となった。
2018年12月にJR東海野球部を退部。

## 選手としての特徴
回転の良い直球と変化量の大きいカーブが主体のブレイクショットが持ち味。その他にもスライダー、チェンジアップなども投じる。一方で、度々スライダーなどの変化球が早めに曲がり始めてしまうことや、セットポジション時の投球で「直球か変化球か」右打者から見極められる癖と制球難が課題であった。

## 詳細情報

### 年度別投手成績
| 年 度      | 球 団      | 登 板 | 先 発 | 完 投 | 完 封 | 無 四 球 | 勝 利 | 敗 戦 | セ 丨 ブ | ホ 丨 ル ド | 勝 率 | 打 者 | 投 球 回 | 被 安 打 | 被 本 塁 打 | 与 四 球 | 敬 遠 | 与 死 球 | 奪 三 振 | 暴 投 | ボ 丨 ク | 失 点 | 自 責 点 | 防 御 率 | W H I P |
| ---------- | ---------- | ----- | ----- | ----- | ----- | -------- | ----- | ----- | -------- | ----------- | ----- | ----- | -------- | -------- | ----------- | -------- | ----- | -------- | -------- | ----- | -------- | ----- | -------- | -------- | ------- |
| 2006       | オリックス | 11    | 7     | 1     | 0     | 0        | 2     | 3     | 0        | 0           | .400  | 190   | 43.1     | 44       | 4           | 20       | 0     | 0        | 29       | 4     | 0        | 22    | 21       | 4.36     | 1.48    |
| 2007       | オリックス | 2     | 2     | 0     | 0     | 0        | 1     | 0     | 0        | 0           | 1.000 | 48    | 11.2     | 10       | 1           | 4        | 0     | 0        | 10       | 1     | 0        | 3     | 3        | 2.31     | 1.20    |
| 2008       | オリックス | 10    | 10    | 0     | 0     | 0        | 2     | 3     | 0        | 0           | .400  | 203   | 44.2     | 50       | 9           | 23       | 0     | 0        | 33       | 2     | 0        | 32    | 32       | 6.45     | 1.63    |
| 2009       | オリックス | 5     | 5     | 1     | 0     | 0        | 0     | 4     | 0        | 0           | .000  | 124   | 26.0     | 36       | 1           | 17       | 0     | 2        | 13       | 3     | 0        | 24    | 22       | 7.62     | 2.04    |
| 2010       | オリックス | 11    | 8     | 1     | 0     | 0        | 3     | 3     | 0        | 0           | .500  | 219   | 51.2     | 55       | 3           | 14       | 0     | 1        | 40       | 1     | 0        | 23    | 22       | 3.83     | 1.34    |
| 2011       | オリックス | 28    | 24    | 2     | 0     | 0        | 8     | 9     | 1        | 0           | .471  | 660   | 156.1    | 128      | 11          | 69       | 0     | 5        | 119      | 3     | 0        | 58    | 51       | 2.94     | 1.26    |
| 2012       | オリックス | 53    | 10    | 0     | 0     | 0        | 1     | 7     | 0        | 14          | .125  | 447   | 106.2    | 105      | 4           | 30       | 0     | 3        | 93       | 4     | 0        | 39    | 34       | 2.87     | 1.27    |
| 2013       | オリックス | 15    | 0     | 0     | 0     | 0        | 0     | 3     | 0        | 2           | .000  | 71    | 13.2     | 19       | 4           | 9        | 0     | 2        | 10       | 1     | 0        | 11    | 10       | 6.59     | 2.05    |
| 2014       | オリックス | 35    | 1     | 0     | 0     | 0        | 1     | 0     | 0        | 1           | 1.000 | 175   | 42.1     | 30       | 1           | 17       | 0     | 2        | 38       | 1     | 0        | 18    | 11       | 2.34     | 1.11    |
| 2015       | オリックス | 8     | 1     | 0     | 0     | 0        | 0     | 0     | 0        | 0           | .000  | 70    | 14.2     | 21       | 3           | 4        | 0     | 2        | 10       | 0     | 0        | 12    | 11       | 6.75     | 1.70    |
| 通算：10年 | 通算：10年 | 178   | 68    | 5     | 0     | 0        | 18    | 32    | 1        | 17          | .360  | 2207  | 511.0    | 498      | 41          | 207      | 0     | 17       | 395      | 20    | 0        | 242   | 217      | 3.82     | 1.38    |

- 各年度の太字はリーグ最高

### 記録
投手記録
- 初登板：2006年4月19日、対北海道日本ハムファイターズ5回戦（東京ドーム）、7回裏に2番手で救援登板、1回無失点
- 初奪三振：同上、7回裏に田中賢介から空振り三振
- 初先発登板：2006年8月12日、対福岡ソフトバンクホークス13回戦（福岡Yahoo!JAPANドーム）、6回5被安打1失点
- 初完投：2006年8月26日、対北海道日本ハムファイターズ16回戦（札幌ドーム）、8回1失点で敗戦投手
- 初勝利・初先発勝利：2006年9月16日、対西武ライオンズ19回戦（インボイスSEIBUドーム）、7回1/3を2被安打2失点
- 初完投勝利：2010年9月3日、対福岡ソフトバンクホークス22回戦（スカイマークスタジアム）、9回7被安打2失点
- 初セーブ：2011年5月22日、対読売ジャイアンツ1回戦（東京ドーム）、10回裏に6番手で救援登板・完了、1回無失点
- 初ホールド：2012年6月14日、対横浜DeNAベイスターズ4回戦（京セラドーム大阪）、7回表に4番手で救援登板、1回2/3を無失点

打撃記録
- 初安打：2011年6月3日、対広島東洋カープ3回戦（MAZDA Zoom-Zoom スタジアム広島）、4回表にブライアン・バリントンから中越二塁打

### 背番号
- 49（2006年 - 2011年）
- 34（2012年 - 2015年）